# Mándi László
Nem összetévesztendő a hasonló nevű Mándoki Lászlóval, Németországban élő magyar zenésszel.
Mándi László (Debrecen, 1985. szeptember 5.–) magyar politikus, könyvelő, közgazdász. Korábban a Momentum Mozgalom elnökségi tagja volt.

## Tanulmányai, munkahelyei
A Debreceni Egyetem Közgazdaság- és Gazdaságtudományi Karán végzett közgazdász (BA) gazdálkodás és menedzsment alapszakon. 2014-ben ugyanazon a karon okleveles közgazdászi MSc végzettséget szerzett, vezetés és szervezés szakon. Utóbbi képzésével párhuzamosan vállalkozási mérlegképes könyvelői végzettséget is szerzett.
2014-től 2017-ig alkalmazott könyvelőként az Amet-Könyv Kft. dolgozója volt. 2017-től egyéni vállalkozóként gazdasági társaságok könyvelésével foglalkozik.

## A politikában
2017-ben a Momentum Mozgalom debreceni szervezetének egyik alapítója, majd két évig elnöke volt. 2020 júniusában a párt országos elnökségének tagjává választották, emellett ő a párt választmányának elnöke is.
2019 októberében Debrecen önkormányzati képviselője lett, települési kompenzációs listáról.
2020-tól 2022-ig a Momentum Mozgalom elnökségi tagja.
Pártja őt indította a 2021-es ellenzéki előválasztáson Hajdú-Bihar megye 2. sz. országgyűlési egyéni választókerületében, amit meg is nyert. Az Egységben Magyarországért pártjainak jelöltjeként viszont veszített a fideszes Pósán László ellen a 2022-es országgyűlési választáson, és nem jutott a parlamentbe.
Mándi többször tiltakozott a debreceni Tócóvölgy beépítésének tervei ellen. Állítása szerint az új lakókkal a túlterheltté válna a városrész, ráadásul egy fontos parktól és kikapcsolódási lehetőségtől fosztaná meg a helyieket. Helyette szabadidőparkot hozna létre a területen. Az ügyben a párt aláírásgyűjtésbe kezdett, hogy megmutassák a városvezetésnek a beruházás társadalmi elutasítottságát. Mándi elmondása szerint a Tócóvölgy helyett másik területen, a Déli Ipari Parkhoz közel jobb helyen lenne a beruházás.
Önbevallása szerint politikailag konzervatív, debreceni lokálpatrióta, ugyanakkor az emberi jogok, a szabadság iránti elkötelezettség is jellemzi. Támogatja a debreceni rozsdaövezet rehabilitációját, valamint a CIVAQUA vízügyi fejlesztést, a helyi kerékpáros infrastruktúra kiépítését.

## Magánélete
Feleségével és gyermekükkel Debrecenben élnek.